# Recurt
Recurt är en kommun i departementet Hautes-Pyrénées i regionen Occitanien i sydvästra Frankrike. Kommunen ligger i kantonen Galan som tillhör arrondissementet Tarbes. År 2022 hade Recurt 203 invånare.

## Befolkningsutveckling
Antalet invånare i kommunen Recurt
| Referens: INSEE |